# Schlechtendalia luzulifolia
Schlechtendalia luzulifolia – gatunek roślin z rodziny astrowatych (Asteraceae). Reprezentuje monotypowy rodzaj Schlechtendalia. Występuje w północno-wschodniej Argentynie, w Urugwaju i południowej Brazylii.

## Morfologia
PokrójNieuzbrojona (pozbawiona kolców) roślina zielna o wysokości do 1 m.
LiścieOdziomkowe i wyrastające naprzeciwległe wzdłuż łodygi, siedzące i obejmujące ją nasadą. Blaszka równowąska, całobrzega, użyłkowana równolegle.
KwiatyZebrane w koszyczki wyrastające na szypułach, zebrane w groniaste lub wierzchotkowate kwiatostany  złożone. Okrywy półkuliste, zwykle z 5 rzędami listków. Dno koszyczka płaskie, ze szczecinkami. Kwiaty w koszyczkach liczne, obupłciowe. Korony żółte, 5-krotne, szczeciniasto owłosione. Pręciki osadzone u nasady korony, z wolnymi nitkami. Główki z nasadą krótkostrzałkowatą z całobrzegim wyrostkiem łącznika. Szyjka słupka rozwidlona.
OwoceNiełupki stożkowate, owłosione, z pierzastym puchem kielichowym.

## Systematyka
Pozycja systematyczna
Gatunek z monotypowego rodzaju Schlechtendalia z plemienia Barnadesieae i podrodziny Barnadesioideae w obrębie rodziny astrowatych (Asteraceae). 